# Cala de Penya Tallada
La cala de Penya Tallada, o platgeta de Penya Tallada, és una petita platja natural del municipi de Salou (Tarragonès), situada al cap de Salou, entre la Punta Roja i una paret rocosa que s'endinsa al mar coneguda com la Penya Tallada, que la separa de la Caleta dels Marbres, Està envoltada de vegetació, en bona part pins. Té una longitud de 40 metres i una amplada mitjana de 6 metres, formada per sorra fina i daurada, amb un pendent d'entrada a l'aigua suau. No disposa de serveis. Compta amb el segell ISO 14001 que acredita la seva excel·lent salubritat i qualitat ambiental i turística.